# Manger des yeux
 (mai 2017).
Si vous disposez d'ouvrages ou d'articles de référence ou si vous connaissez des sites web de qualité traitant du thème abordé ici, merci de compléter l'article en donnant les références utiles à sa vérifiabilité et en les liant à la section « Notes et références ».
Manger des Yeux est un documentaire télévisuel réalisé par Roland Coste et co-produit par Roland Topor en 1984. 

## Résumé
Alain Senderens, Bernard Loiseau, Christiane Massia et Paul Bocuse donnent leur vision de la cuisine, des influences étrangères et de l'alimentation en tant que mythe. Une ménagère et un libraire spécialisé sont également interviewés.